# Campeonato Europeu de Atletismo Sub-18
O Campeonato Europeu de Atletismo Sub-18 (em inglês: European Athletics U18 Championships) anteriormente Campeonato Europeu de Atletismo Juvenil, é um evento organizado pela Associação Europeia de Atletismo (European Athletic Association, EAA), com atletas de até 18 anos, sendo realizado a cada dois anos com sua primeira edição em 2016. O evento foi criado para promover o esporte entre os jovens na Europa. Cada país pode enviar um máximo de dois atletas por evento. O campeonato Europeu de Atletismo Sub-18 é a terceira categoria de idade organizada pela Associação Europeia de Atletismo, seguindo o antigo Campeonato Europeu  de Atletismo Júnior (primeiro realizado para atletas de menos de 20 anos em 1970) e o Campeonato Europeu de Atletismo Sub-23 (primeiro realizado em 1997). 

## Edições
| 1ª | 2016 | Tbilisi   | Geórgia | 14 - 17 de julho | Estádio de Atletismo de Tbilisi |  |  |
| 2ª | 2018 | Győr      | Hungria | 12 - 15 de julho | Parque Esportivo Olímpico       |  |  |
| 3ª | 2022 | Jerusalém | Israel  | 4 - 7 de julho   | Estádio Givat Ram               |  |  |
|    |      |           |         |                  |                                 |  |  |